# Gerone di Alsleben
Gerone, o Gero, (... – Magdeburgo, 11 agosto 979) fu conte di Alsleben.

## Biografia
Si presume fosse il figlio di Sigfrido e quindi nipote di Gero il Grande. In tal caso, sua madre era Hathui, figlia di Wichmann il Vecchio. Gerone era il fratello di Tetta, che nel suo nome stabilì un monastero ad Alsleben. Tietmaro di Merseburgo, il cui Chronicon è la principale fonte di informazioni, si riferisce a Gerone come conte nella Turingia settentrionale e Morzani. 
Gero fu accusato davanti all'imperatore Ottone II dal guerriero sassone Waldo di un crimine. Né l'identità di Waldo né il crimine sono noti. Su richiesta di Adalberto, arcivescovo di Magdeburgo e Teodorico, margravio della marca del Nord, Gerone fu catturato a Sömmering e posto sotto la custodia del padre e dello zio di Tietmaro di Merseburgo, Sigfrido I, conte di Walbeck e Lotario I, margravio della marca del Nord. 
In conformità con la pratica del processo per combattimento, Gerone e Waldo si incontrarono per un duello giudiziario l'11 agosto 979 su un'isola a Magdeburgo. Durante il combattimento, i colpi di Gerone provocarono due gravi ferite al collo di Waldo, ma Waldo fu in grado di contrastare con un duro colpo alla testa di Gerone. Waldo chiese quindi a Gerone se se la sentiva di continuare e questo rispose che non era più in grado di combattere. Waldo quindi lasciò il sito e si disarmò, per poi morire all'improvviso (oppure venne colpito alle spalle da Gerone). 
Nonostante avesse chiaramente vinto il combattimento, Gerone venne dichiarato colpevole e condannato a morte. Per decisione dei giudici e per ordine dell'imperatore, Gerone fu decapitato al tramonto. Apparentemente, gli unici soddisfatti del verdetto furono Adalberto e Teodorico. Ottone I, duca di Baviera, che arrivò più tardi nel corso della giornata, e Bertoldo, conte di Radenzgau, rimproverarono l'imperatore per aver permesso a un tale uomo di essere condannato per una piccola accusa. L'esito di questo duello è stato a lungo ricordato nella Germania medievale.
Venne sepolto nel monastero di Alsleben, fondato dalla moglie Adela e dalla sorella Tetta. Quando la moglie morì tre anni dopo, il suo corpo e le vesti di Gerone vennero trovate intatte.

## Famiglia e figli
Gerone sposò Adela (†  982), appartenente ad una famiglia sconosciuta. Gerone e Adela ebbero una figlia: 
- Adela di Alsleben, che sposò Sigfrido II, conte di Stade.

Nessun altro conte di Alsleben è registrato fino al XII secolo.